# Carol al II-lea al României
Carol al II-lea al României (n. 15 octombrie 1893, Sinaia, Prahova, România – d. 4 aprilie 1953, Estoril, Districtul Lisabona, Portugalia) a fost regele României între 8 iunie 1930 și 6 septembrie 1940. Carol a fost primul născut al regelui Ferdinand I al României și al soției sale, regina Maria, dobândind prin naștere titlul de Principe de Hohenzollern-Sigmaringen (transformat mai târziu de Ferdinand în Principe al României). După accederea la tron a părinților săi a devenit Principele moștenitor Carol al României. S-a remarcat, în timpul Primului Război Mondial, prin dezertarea din armată și căsătoria ilegală cu Ioana Lambrino, ceea ce a avut drept urmare două renunțări la tron, neacceptate de tatăl său. După dizolvarea acestui mariaj, a făcut o lungă călătorie în jurul lumii, la capătul căreia a cunoscut-o pe principesa Elena a Greciei, cu care s-a căsătorit în martie 1921, cuplul având un copil, pe principele Mihai. Carol și-a părăsit familia și a rămas în străinătate în decembrie 1925, renunțând din nou la tron și trăind în Franța cu Elena Lupescu, sub numele de Carol Caraiman. Mihai a moștenit tronul, în urma decesului Regelui Ferdinand I, în 1927.
În contextul politic creat de moartea regelui Ferdinand și cea a lui Ion I.C. Brătianu, cât și de lipsa de fermitate a regenței conduse de principele Nicolae, Carol s-a întors, în 1930, în România, detronându-și propriul fiu. Domnia lui a fost marcată la început de efectele marii crize economice și financiare. Carol a fragilizat sistemul de partide, numind adesea la guvernare facțiuni minoritare ale partidelor istorice și cochetând cu idea unor guverne de concentrație națională, precum guvernul Iorga-Argetoianu. De asemenea, a permis formarea unei camarile corupte în jurul său, sub patronajul Elenei Lupescu. Către sfârșitul anilor '30, situația politică internă s-a deteriorat sub influența situației internaționale și a acțiunilor regelui, în 1938 fiind instaurată dictatura regală (prin înlăturarea constituției din 1923 și desființarea partidelor politice, înlocuite cu un partid unic, Frontul Renașterii Naționale, patronat de rege).
Anul 1940 a consemnat fărâmițarea României Mari ca urmare a pactului dintre Germania și URSS, situație care a avut efecte dezastruoase asupra reputației monarhului român. Reorientarea politicii externe a României către Germania nazistă nu a putut salva regimul lui Carol, care a fost obligat să abdice de către generalul Ion Antonescu, proaspăt numit de el prim-ministru. I-a fost permisă părăsirea țării cu un tren special încărcat cu averi, nelipsind mult să fie asasinat de către legionari, care au tras asupra trenului. După cel de-al Doilea Război Mondial, fostul rege a dorit să se întoarcă la cârma țării și să-și detroneze din nou fiul, însă a fost oprit de Aliații vestici. S-a căsătorit, în cele din urmă, cu Elena Lupescu și a murit în exil.
Dotat cu o inteligență extraordinară și pasionat de cultură, al cărei patronaj rămâne una din realizările sale majore, reputația lui Carol este pătată de viața sa privată, care a interferat cu administrarea treburilor de stat, și de măsurile brutale luate împotriva Gărzii de Fier. Carol rămâne o personalitate controversată. De altfel, regele Mihai nu a mai reluat vreodată legătura cu el. Nici la ceremonia de înhumare a rămășițelor lui Carol al II-lea, la Mănăstirea Curtea de Argeș din 2003, regele Mihai nu s-a prezentat.

## Copilărie
Carol al II-lea a fost primul fiu al regelui Ferdinand și regina Maria, acesta s-a născut pe 15 octombrie 1893, la Sinaia. Nașterea lui a însemnat pentru popor o mare bucurie, fiind primul prinț născut în țară, precum și un semn al stabilității și de continuitate a monarhiei. "Eu, mică și străină, avusesem tactul de a face lucrul acesta pentru țara și poporul meu: le-am dat moștenitorul de mult dorit, l-am adus pe lume în cel mai scurt timp cu putință."  Carol a venit pe lume la nici măcar un an distanță de când mama lui a pășit pentru prima dată în România.
Copilăria acestuia a fost dominată de educația dictată de către "der Onkel" - tradus ca unchiul (apelativ pentru regele Carol I al României), după care, nu în mod întâmplător, a fost și numit. Însă acest lucru nu înmuiase inima de gheață a regelui Carol, și nici nu l-a împiedicat să își impună principiile și autoritatea asupra nepotului și a modului în care, ca viitor rege al României, avea să fie crescut. Educația pe care a primit-o a fost de la guvernante și tutori, împreună cu regina poetă Carmen Sylva (Elisabeta a României) și regele auster, care, fără a lăsa pe cei doi părinți să aibă un cuvânt de spus, au reușit să modeleze ceea ce Carol II urma să devină.

Regina Maria, făcând o analiză a fiului său, a reușit să traseze, încă de când era doar un copil, trăsăturile cele mai importante din caracterul lui Carol:
"Ca și copil mic, Carol era destul de grăsuț, fericit și foarte ascultător. Fiind primul născut, evident că era alintat de către toată lumea, bătrâni și tineri, și tot ce își dorea îi era pus la picioare. Era mult doritul moștenitor, așadar copilul favorit al tuturor. Când a mai crescut un pic a devenit calm și foarte serios. (...) Micul băiat împărtășea pasiunile tatălui său și ale unchiului pentru lucrurile militare. Iubea tot ce era legat de armată, adora uniformele și ideea de disciplină și comandă. (...) În orice caz, acest copil preocupat de armată, era un chin pentru surorile lui; înăuntrul lui dormea bine ascuns un viitor autocrat. Joculețele cu care venea, urmăreau regulile și tiparele instituțiilor politice și militare, și asta supăra foarte tare fetele. Carol voia ordine și precizie și avea o enormă și impetuoasă dorință să domine, să subjuge și să impună restricții."

## Principe moștenitor

### Primul Război Mondial (perioada 1916-1918)
Odată cu ascensiunea la tron a tatălui său, regele Ferdinand, în anul 1914, după moartea unchiului, Carol devine principe moștenitor la vârsta de 21 de ani; toate acestea întâmplându-se pe muchia Primului Război Mondial.  
Carol, în timpul războiului, s-a preocupat de Regimentul 2 Vânători "Regina Elisabeta" și Cercetași, una dintre cele mai reușite instituții din toată țara la acea vreme, creat de el însuși. În ciuda a ce urma să se întâmple cu principele în viitor, deocamdată, era descris ca fiind stăruitor, practic, logic și cinstit. Regina era, ca orice mamă mândră de fiul ei "niciodată nu ne-a necăjit pe noi, părinții lui, e ascultător și maleabil. E harnic și știe să se organizeze, dar are o anumită încredere naivă în propriile puteri, privește solemn și pompos tot ce face, însă când se apucă de un lucru îl face temeinic, sistematic, chiar dacă nu e important..."
La data de 17 ianuarie 1917 Carol a plecat din țară cu politicianul Ion I.C Brătianu într-o misiune politică în Rusia, la Petrograd, decizie inițiată de Regina Maria, care voia ea însăși să vorbească cu Țarul despre situația trupelor haotice rusești și dacă poate primi o certitudine în privința lor. Grija cea mai mare fiind apărarea "un picului" din țară care mai rămăsese, iar rușii nu făceau decât să înrăutățească situația.   
Carol era atașat de armată și mereu i-a tratat pe toți militarii ca fiind egalii săi: "Totul a fost foarte frumos, dar, fiind un prânz militar a durat mult. Carol n-a vrut să accepte un loc de onoare, ci a stat printre ofițerii foarte tineri de la capătul mesei." Petrecea foarte mult timp alături de trupe, chiar și pe front. Însă, cu timpul, toate acestea au fost distruse când Carol a pus în prim-plan relația cu Zizi Lambrino, și doar în plan secund îndatoririle sale.   

### Căsătoria cu Zizi Lambrino
Zizi era o tânără din anturajul reginei Maria, cu care fusese văzut uneori în împrejurimile Iașilor sau în saloanele mondene. Tatăl ei era general în armata română. Cei doi se cunoșteau din copilărie. În septembrie 1918, prințul dispare de la Regimentul de vânători de munte. Însoțit de un prieten de încredere, a ajuns în Ucraina trecând Nistrul. Aici s-a pus sub protecția unor ofițeri austrieci și și-a continuat drumul până la Odesa, unde s-a căsătorit cu Zizi Lambrino. Politicianul I.Gh.Duca își amintește: "Ofițerii Puterilor Centrale sunt prezenți. Autoritățile inamice sunt încântate că Dinastia care le-a declarat război primește o astfel de lovitură." Ce agrava situația era faptul că Odesa se afla pe teritoriul inamic, sub ocupația Puterilor Centrale. Carol se făcea astfel vinovat de dezertare și trădare, cu circumstanțe agravante, țara aflându-se în război.
Pentru regele Ferdinand și regina Maria, gestul fiului lor a venit ca o lovitură puternică, date fiind condițiile politice, militare și economice în care se afla țara.
Constantin Argetoianu nota în Memorii: "Vâlva a fost enormă, căci Prințul, în care toți ne pusesem încrederea pentru viitor, intrase pentru prima dată în gura lumii, dându-ne o mare decepție." Unii sunt pentru o pedeapsă aspră: dezmoștenirea lui Carol și trimiterea lui în fața tribunalului militar pentru dezertare. Alții însă propun o soluție blândă. Regina Maria, mai ales, își apără copilul cu energie: "Opinia publică s-a întors împotriva lui Carol. Barbu a confirmat că Marghiloman este ostil, se hotărâse să ceară Regelui să-și declare fiul scos din toate drepturile fără să i se dea ocazia de a-și repara greșeala. Nu mai e nevoie să spun că vestea m-a pus pe foc și m-am ridicat furtunos declarând că Marghiloman și-a vândut sufletul germanilor."
La insistențele trimișilor lui Ferdinand, prințul Carol se întoarce la Iași. Este așteptat la graniță de Regina Maria cu care are discuții încordate, pline de reproșuri, lacrimi și promisiuni. Va fi trimis la mânăstirea Secu-Horaița, în Carpații Orientali, lângă Bicaz. În 8 ianuarie 1919 căsătoria este anulată. Însă Carol îi scrie în continuare scrisori de dragoste lui Zizi și amenință cu evadarea și cu sinuciderea. Carol vrea să se împace cu Zizi și pentru că ea aștepta un copil. La 1 august 1919 Carol îi scrie o scrisoare prin care recunoaște că este tatăl copilului. La un moment dat, Carol va simula și o tentativă de sinucidere, împușcându-se în picior la Cotroceni. Numele copilului a fost Mircea Lambrino și nu a fost niciodată recunoscut de către Casa Regală a României.
Regele Ferdinand și regina Maria hotărăsc să îl trimită într-o călătorie în jurul lumii. Astfel, la 20 februarie 1920, prințul Carol, însoțit de Nicolae Condiescu, aghiotantul său, pleacă din portul Constanța pe traseul Constantinopol, Atena, Alexandria, Canalul de Suez, Colombo, Bombay, Calcutta, Rangoon, Hong Kong, Shanghai, Kyoto, Hawaii, San Francisco, Chicago, New York, Londra, Paris. La sfârșitul călătoriei, Carol o întâlnește pe Elena a Greciei la Lucerna. Se pare că este dragoste la prima vedere și principele o uită pe Zizi Lambrino.   
"Înapoiat în țară, vindecat, l'Enfant prodigue a fost primit cu brațele deschise de către poporul său și de guvern. La final de octombrie 1920 și-a făcut intrarea triumfală în București. Prigonitul de până atunci, prizonierul de la Pângărați, de la Mânăstirea de la Bistrița, sinucigașul din amor, expediat cu un an înainte să facă ocolul lumii, a fost primit cu un alai deosebit, ca și cum s-ar fi înapoiat de la o mare bătălie pe care o câștigase, deși o victorie nu o purtase decât la Lucerna, pe o canapea."

### Căsătoria cu principesa Elena
Carol se mai căsătorește încă o dată la Atena, Grecia (10 martie 1921), cu principesa Elena a Greciei și Danemarcei, iar după două luni amândoi s-au întors în România și în cele din urmă, s-au stabilit la București. În perioada logodnei, Carol expediază scrisori către Zizi Lambrino în care îi confirmă faptul că a trecut mai departe "Întorc o pagină nouă în cartea vieții mele" și "N-am cedat fără să lupt. Am rezistat până în ultima clipă și numai când m-am văzut singur m-am declarat învins."  Tot așa expediază și șarmantei actrițe Mirella Marcovici, ultima sa iubire pasageră, care părea să triumfe pe ecranele pariziene de atunci, o scrisoare prin care o înștiințează despre logodna cu principesa Elena. Aceasta pare surprinsă și, revoltată, îl acuză pe principe că se căsătorește "din plictiseală". În cadrul acestei căsătorii s-a născut, pe 25 octombrie 1921, prințul Mihai. Acest mariaj s-a deteriorat la scurt timp prin aventura lui Carol, atunci principe moștenitor, cu Elena Lupescu (cunoscută ca „Magda Lupescu”, 1895-1977), fiică a lui Nicolas Grünberg, un farmacist evreu, botezat creștin-ortodox, care a adoptat numele de Nicolae Lupescu. Elena Lupescu a fost, inițial, soția ofițerului de armată Ion Tâmpeanu. Principele o întâlnea în timpul absențelor principesei Elena din țară.  

### Criza dinastică (1925-1930)
Astfel, principele moștenitor a cauzat un alt scandal în 1925. A aruncat țara într-o criză dinastică, când a renunțat la succesiunea la tron, printr-o scrisoare trimisă de la Veneția, și apoi, o alta de la Milano. A profitat de o îndatorire dinastică, reprezentarea Familiei Regale la înmormântarea Reginei Alexandra, mătușa Reginei Maria și soția Regelui Eduard al VII-lea, în Marea Britanie, de unde nu se mai întoarce și pleacă la Paris împreună cu Elena Lupescu. După câteva săptămâni, Carol se află în Veneția și trimite, la data de 5 decembrie, o scrisoare de abdicare. Nu era prima dată când acesta invoca o asemenea cerere, inițial întâmplându-se cu Zizi Lambrino în plin război. Însă, în cazul Elena Lupescu, lucrurile stau altfel. Carol este departe de a dori să se întoarcă la București. Afirmă că vrea să trăiască departe de țară, ca un simplu civil. Reacția lui după discuțiile cu emisarii este să trimită o a doua scrisoare, de data asta de la Milano.
Declar prin aceasta că renunț irevocabil la toate drepturile, titlurile și prerogativele de care, în virtutea Constituției și a Statutului Familiei Regale, m-am bucurat până astăzi. Ca principe al României și ca membru al Familiei Regale. Renunț, totodată, la drepturile ce mi-ar reveni prin legile țării asupra fiului meu și averii sale. Mai declar că nu voi avea nicio pretenție asupra drepturilor la care am renunțat de bunăvoie și din proprie inițiativă și mă angajez, pentru binele tuturor, să nu mă întorc în țară timp de zece ani, iar după expirarea acestui termen să nu mă mai întorc fără autorizația Suveranului. Milano 28 decembrie 1925

Principesa Elena și principele moștenitor Carol

Întrucât principele a refuzat să se întoarcă, Regele Ferdinand, fiind bolnav, a conștientizat că era momentul să ia o hotărâre. A convocat la sfârșitul anului 1925, la Sinaia, Consiliul de Coroană pentru a cere decăderea din drepturile de moștenitor a prințului și declararea lui Mihai, fiul lui Carol și nepotul lui Ferdinand, ca viitor Rege al României, iar până la majoratul acestuia să existe o Regență formată din trei persoane. 
Pentru dezmoștenirea lui Carol s-au pronunțat Brătianu, Știrbey, Averescu. Iorga și Argetoianu au fost pentru continuarea negocierilor cu Carol, iar Maniu și Mihalache au cerut moderație. Consiliul de Coroană acceptă dorința Regelui Ferdinand, care renunță la sentimentele sale paterne față de Carol, spre binele tării și aprobă renunțarea la tron a propriului fiu. Dezamăgirea resimțită de Rege a fost puternică și îi va accelera evoluția bolii. 
Prințul Carol, sub numele de Carol Caraiman, a trăit o vreme în Italia, apoi în Anglia. Cel mai mult îi plăcea să viziteze Parisul împreună cu amanta sa. În exilul din Franța, prințul Carol s-a instalat din iulie 1927 la castelul din Coësme à Bellême  (localitate apropiată de Nogent-le-Rotrou, departamentul Orne), împreună cu Elena Lupescu.
Regina Maria va scrie în jurnal: 
"Ei, doamne! Cum pot relata în cuvinte simple? Sitta (apelativul principesei Elena) a venit la mine și...Carol a repetat prima lui dezertare. Carol nu se mai întoarce! Cu sânge rece și fără sentimente, el scrie mamei lui și soției sale că abandonează totul, că este neînțeles, judecat greșit, desconsiderat și, ca atare, s-a hotărât să renunțe la tot și să dispară.
Sitta și cu mine am fost îngrozitor de neliniștite în ultimul timp. Noi știam că este în mâinile unei femei rele, pe care noi toți o cunoșteam. Marea noastră neliniște nu era împărtășită de nimeni. Nimeni nu și-ar fi putut imagina că el putea acționa atât de abominabil - nu era de crezut, dar la înapoierea mea în această toamnă, eu l-am găsit pe Carol un om schimbat, un om bolnav, un om obsedat. N-am scris niciodată ce s-a întâmplat. El și-a distrus căminul - asta s-a întâmplat, nimicind totul pentru o mică evreică cu părul roșu cu o reputație groaznică.
Am stat, Sitta și cu mine, și am privit grozăvia în față. (...) Noi l-am chemat pe Majestatea sa. Toți trei am stat ca și cum am fi fost loviți de trăsnet. (...) Dar Sitta, copilul, noi, părinții lui țara sa, armata în care a servit! Rușine! Rușine! Rușine!"  Luni 21 decembrie 1925, Cotroceni 
Deși principesa Elena a încercat în nenumărate ocazii să îndrepte lucrurile și să se întâlnească cu el, Carol a rămas în continuare rece și neclintit în hotărârea sa.
Regina Maria a încercat același lucru în octombrie 1926, când s-a oprit la Paris în drumul ei spre Statele Unite ale Americii, însă lucrurile rămân la fel. 
Tot în cursul aceluiași an, Carol s-a întâlnit cu Regele Ferdinand în august, pentru ultima dată, la Paris. O întâlnire emoționantă, în urmă căreia de data asta Ferdinand era cel care nu-i putea promite nimic cu referire la intențiile acestuia de a se mai întoarce în țară.
Următorul an este dominat de moartea Regelui Ferdinand la data de 18 iulie 1927, la Pelișor, lăsând în urmă o țară divizată între simpatizanții și opozanții lui Carol. Argetoianu menționa imediat după moartea regelui "Principesa Elena și micul Rege au sosit la Cotroceni. I-am ieșit întru întâmpinare cu Brătianu, era sărmana femeie foarte emoționată, se întreba ce soartă îl așteaptă pe copilul ei chemat a se urca pe tron atât de tânăr și având peste hotare un tată pe care deocamdată țara nu-l dorea...."  Lui Carol i s-a refuzat autorizația de a reveni în țară pentru înmormântarea tatălui său.
Regența se formează din Principele Nicolae (fratele lui Carol), patriarhul Miron Cristea și președintele Înaltei Curți de Casație, Gheorghe Buzdugan. La patru luni distanță moare și Ion I.C Brătianu, marcând începutul încercărilor lui Carol de a se întoarce. Atâta vreme cât Regele și Brătianu erau în viață, iar partidul liberal continua să domine politica românească, Carol nu avea nicio șansă să revină pe tron. Formula Regenței fiind nesigură îi ofereau lui Carol șansele potrivite. Carol nu ducea lipsă nici de simpatizanți, cum ar fi persoane în zona armatei, partidul țărănesc, intelectuali ca Nicolae Iorga, Octavian Goga, Nae Ionescu, chiar și fratele său, principele Nicolae, pe care îl dezgusta politica și care opta mai mult pentru viața particulară.

### Divorțul de principesa Elena
În anul 1928 Carol dorește cu orice preț divorțul de principesa-mamă Elena, însă aceasta refuză. În urma acestui refuz, Carol începe să orchestreze un șantaj prin care principesa să dorească de fapt divorțul, un fel de antagonizare a ei și spălare a păcatelor lui, publicul trebuia să creadă că el a fost părăsit și alungat, deși presa străină îl prezenta mereu alături de amantă. Astfel principesa a cedat presiunilor lui și întregului său joc de manipulare stil du-te-vino (ținta lui fiind, de fapt, ușoara ei înlăturare din țară când el avea să se reîntoarcă). 
Tot așa a pretins că a fost alungat de pe tron, nu că ar fi renunțat la tron, și că ar fi fost victima unei cabale organizate de mama sa, Regina Maria, Ion I.C Brătianu și Barbu Stirbey. Evident totul era o minciună menită să acopere aventura sa cu Elena Lupescu.

## Rege al României (1930–1940)

### Restaurarea regelui Carol al II-lea pe tron (1930)
Partizanii reîntoarcerii lui Carol pe tron așteptau momentul oportun. Iar acesta a răsărit la începutul verii anului 1930. Carol, fără niciun plan clar, pleacă spre România de la Paris cu un automobil (Matthieu Boisdron, op. cit. p. 38), cu destinația München, de unde ia avionul, aterizează la Cluj, de unde ia alt avion, iar mai apoi ajunge la aeroportul Băneasa, pe 6 iunie. Într-o mașină Carol sosește la Palatul Cotroceni, unde este întâmpinat de Principele Nicolae.
Regina Maria relatează în jurnalul său din tren, aflându-se într-o călătorie:
"O veste incredibilă mi-a fost transmisă la Viena. O telegramă de la Nicky (apelativul Principelui Nicolae) și câteva cuvinte: "Carol se întoarce la noi, formidabil entuziasm, totul bine,cu dragoste, Nicky!" Deci asta este ceea ce plănuiau ei! Pe la spatele meu și al lui Barbu, de care se temeau, cei doi frați ajutați de armată au plănuit asta. Nici nu știu cum să mă simt! Care ar putea fi consecințele acestui act? "Formidabil entuziasm"- firește, poporul și armata care l-au dorit înapoi, dar care o să fie reacția Partidului Liberal? Și ce o să spună Sitta? Ce o să facă ea?..."
Vestea că s-a întors a bulversat mediile politice. La Cotroceni se fac negocieri toată noaptea dintre 6-7 iunie, între Iuliu Maniu, prim-ministru în aceea perioadă, și Carol. Maniu îi amintește condițiile venirii sale, care nu includeau, pe de altă parte, reîntoarcerea sa pe tron. El trebuia să fie membru al Regenței și, mai ales, să găsească o reconciliere cu principesa-mamă Elena și, de asemenea, să nu o aducă în țară pe Elena Lupescu. Carol acceptă. Însă următoarea zi cere să fie încoronat, dovedind adevăratele sale intenții. Regența și Iuliu Maniu nu sunt de acord, declară că au jurat credință regelui Mihai.
Carol, susținut de armată, face propriul lui joc. Iar printre politicieni, ca și în Regență, e dezbinare. Țărăniștii cred că vor avea un sprijin politic de la rege și că îi vor înlocui pe liberali din grațiile Curții Regale. Carol a promis, a dat asigurări, s-a angajat. Liberalii ajung să se scindeze din cauza opiniilor contradictorii dintre membri. Iuliu Maniu își dă demisia la 7 iunie. Gheorghe Mironescu devine prim-ministru și anulează decizia din 4 ianuarie 1926 și a punctelor 6 și 7 din statutul Casei Regale, prin care Carol își pierduse drepturile la tron. Regența se auto-dizolvă.
Astfel Carol își detronează propriul fiu și devine rege pe 8 iunie 1930.
Regele Mihai își va aminti momentul reîntâlnirii cu tatăl său: 
"Mama ceruse în mod imperios ca să nu fiu eu acela care să meargă înaintea lui, ci el să vină la Rege. A venit deci el în calea noastră. Îmi amintesc, ca și cum s-ar fi întâmplat ieri. Se aflau acolo unchiul meu- prințul regent Nicolae, mătușa mea-principesa Elisabeta, și mama mea, adunați cu toții în salon. Mama privea pe fereastră, într-o stare de agitație extremă. Deși stătea cu spatele la mine, știam că plânge. Iar acolo așezat călare pe un scaun, se afla bărbatul pe care nu-l cunoșteam. Înalt, arătos, cu o mustață scurtă. Era tatăl meu. M-a privit îndelung, apoi s-a ridicat în picioare și m-a luat în brațe, eu întorceam capul spre mama, care plângea pe tăcute. Știam ce reprezenta tatăl meu pentru ea și acestă scena îmi era teribil de neplăcută. Nu-mi era frică de el, la drept vorbind, însă ceva mă deranja, în fond nu simțeam niciun fel de bucurie. Nu știam că avea să urmeze cea mai rapidă lovitură de stat din istorie." 
Câteva zile mai târziu, fosta soție primește o vizită de la Principele Nicolae, jucând rolul de intermediar, pentru a o ruga să scrie o scrisoare oficială lui Carol, prin care să-i ceară să nu anuleze divorțul. Carol se opunea anulării divorțului mult mai înverșunat decât se opusese ea, dar cererea continuă a poporului de împăcare îl pusese într-o situație penibilă. I se cerea, practic, Elenei să se incrimineze pentru a acoperi greșelile lui Carol. Principesei îi vine ideea să anuleze conținutul scrisori printr-o formulare care ar dovedi că nu fusese scrisă din proprie inițiativă, spre marea furie a lui Carol, care așa nu se mai putea folosi de scrisoare.  
Se spune, totuși, că, la început, Carol și fosta sa soție au fost văzuți împreună cu diferite ocazii. Ba, mai mult, Carol venea des la dejun la principesă, în Casa de la Șosea, și părea dispus să vorbească deschis despre trecutul lor comun, despre erorile și momentele care ar fi putut fi evitate sau aplanate. În iulie se mai joacă un ultim act al dramei lor. Carol pleacă la Sinaia, unde locuiește la Foișor. Elena și Mihai locuiau la Peleș, însă Carol îi poftea zilnic la ceai. Tot ce a stricat o probabilă împăcare între cei doi a fost apariția mai târzie a amantei lui în țară. 
De la începutul domniei sale, Carol al II-lea și-a luat foarte în serios rolul de șef al Casei Regale. A anihilat-o din punct de vedere politic pe Regina Maria, l-a înlăturat de la curte pe Barbu Ștribey și a încercat toate metodele de expediere a fostei soții, Elena, peste granițe. I-a interzis în mod special mamei sale să desfășoare vreo activitate politică și i-a impus să se stabilească la celelalte castele din țară (Castelul Bran și Castelul Balcic). Interesul lui era să o țină la distanță de viața publică de la București, trimițând-o, practic, într-un exil. Știrbey, diplomat și abil, evită însă orice situație neplăcută și pleacă în străinătate, stabilindu-se în Elveția. 
Societatea românească și-a pus mari speranțe în Carol. Se spera că odată ce regele se întorsese, lucrurile se vor îndrepta. Economia românească era în plină criză. Lumea aștepta să se termine confuzia de la vârf, unde Regența era departe de a stăpâni situația. Însă el și-a încălcat, rând pe rând, angajamentele pe care le avea. 

De exemplu, Elena Lupescu sosește pe neașteptate în august 1930, deși Carol promisese că acest lucru nu se va întâmpla. Amanta regală se întoarce după ce urmărise de la Paris evenimentele din țară, temându-se că, într-un moment de slăbiciune, Carol s-ar fi putut întoarce la principesă. Într-o scrisoare Lupeasca îi reproșa:
"După ziare înnebunesc. Matin de azi spune că la dineul dat la Cotroceni și la care trebuia să vină și of (principesa-mamă Elena) pentru a celebra reunirea voastră, a avut loc. Maică, Maică, Maică, Maică văd că divorțul religios a fost anulat, ce să mai pricep?(...) Atât Mama, cât și celelalte au pus mâna pe tine și te joacă după cum cântă."
Carol a ascuns-o câteva luni la Sinaia, dar secretul va fi dezvăluit în noiembrie, când a adus-o la Palatul Regal din București. Iuliu Maniu află și demisionează din nou. Astfel, Carol își pierde credibilitatea în fața singurului partid care avea încredere în el. De atunci Partidul Național Țărănesc a fost principalul său critic. Practic, Carol i-a manipulat și pe adversarii și pe susținătorii lui. Era dornic să conducă România, atras de ideea de a fi rege, dar nedispus să facă sacrificiile cerute de poziția unui rege. Va domni zece ani, până în septembrie 1940. Au fost zece ani de succese economice, de prosperitate, însă și de eșecuri. S-a vorbit mult despre corupția regimului său și a sa proprie. S-a speculat mult pe marginea poveștii cu Elena Lupescu.
După multe umiliri publice, restricții și retragerea tuturor titlurilor, principesa-mamă Elena părăsește țara la data de 2 noiembrie 1932.

### Regimul carlist și camarila regală
Carol, fire autoritară, nu se bazează pe partide, așa cum procedaseră Carol I și Ferdinand. Dorea ca miniștrii să asculte numai de el, nu de șefii de partid. Carol se vede superior partidelor, de aceea a dus o politică de slăbire a puterii partidelor în care nu avea încredere. A încurajat disidențele și sciziunile, s-a amestecat în treburile guvernelor, a dorit să-i fie acceptate soluțiile. Și-a impus favoriții ca miniștri. A cerut tuturor subordonare față de voința sa.

Carol al II-lea și Elena Lupescu la Paris (1936)

Regele urmărea ceea ce își propusese: un regim carlist. Impunând un guvern deasupra partidelor, alcătuit din oameni care îi erau fideli.
În anul 1932, Nicolae Iorga demisionează, îl urmează alte trei guverne de durată scurtă, conduse de Iuliu Maniu și Alexandru Vaida-Voevod. Ultimul se retrage în anul 1933. Aceleași cauze, aceleași efecte: amestecul regelui. Circumstanțele: criza economică și ascensiunea extremei drepte. Clasa politică este acuzată de corupție și neputință în a rezolva problemele economice și sociale grave de la începutul anilor '30.
În jurul lui Carol se formează un grup de favoriți, numit "camarila regală", în centrul căruia se afla nimeni alta decât Elena Lupescu. Din camarilă făceau parte: Nicolae Malaxa, Max Auschnitt - industriași, Aristide Blank - bancher, Mihail Manoilescu, Richard Franasovici- politicieni, Gabriel Marinescu - prefectul poliției, Puiu Dumitrescu- secretar particular și mulți alții.
Camarila juca un rol important din ce în ce mai semnificativ în viața politică și economică. O mână de profitori formează o Curte neoficială, unde se distribuie favoruri și se țes intrigi.
Criticile adresate regelui Carol țin, mai ales, de viața sa privată. Toate lucrurile care mergeau prost își găseau explicația în influența malefică a Elenei Lupescu asupra regelui. Reputația lui a avut mult de suferit.

## Combaterea Gărzii de Fier

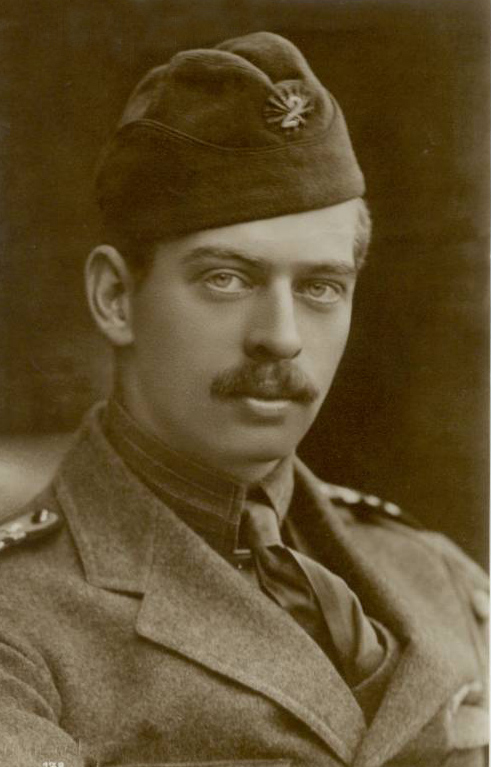
Carol al II-lea

Odată cu ascensiunea lui Hitler în Germania, grupurile de extremă-dreapta din România devin mai active. Ele apăruseră la începutul anilor '20, în mediile studențești. Se distinge cel mai mult Garda de Fier prin violențele politice pe care le declanșează, dar și prin influența ei crescândă. Ideile antiparlamentare, antisemite, naționaliste caracterizează întrutotul acest grup. Din anul 1933, atentatele, amenințările, agitația și violențele devin un fapt cotidian.
Regele caută pe cineva capabil și hotărât în a combate Garda de Fier. Îl invită pe I.Gh. Duca, liberal, să formeze un guvern. Îi evitase sistematic pe liberali pentru multă vreme, dar, în acel moment, nu vedea altă soluție. Acesta organizează alegeri și printr-un decret dizolvă Garda de Fier, chiar în timpul campaniei electorale. Liberalii câștigă și Duca este numit prim-ministru. Încercarea de oprimare a Gărzii de Fier le-a adus legionarilor ipostaza de victime ale regimului și, într-o oarecare măsură, multe simpatii. Atacurile începeau cu tema amantei regale de origine evreiască, Elena Lupescu, continuau cu acuzația de corupție adusă camarilei și se terminau cu tronul și viața regelui. Însă, la 30 decembrie 1933, I Gh. Duca va fi asasinat în gara din Sinaia de trei legionari care alcătuiau o "echipă a morții''. Atunci opinia populației se schimbă. Garda de Fier nu ezitase să ucidă șeful guvernului. Oricine trebuia să se simtă în pericol, chiar și regele.
În luna aprilie în 1933, fratele mai mic al regelui, Principele Nicolae, adăugă la tensiunea deja existentă în familia regală, se căsătorește în secret cu Ioana Dolletti-Săveanu, la fel cum făcuse Carol în 1918 cu Zizi Lambrino. Acesta acționează ferm și îl obligă pe Nicolae să divorțeze, el refuză și este nevoit să plece în Occident. În anul 1935 se împacă, dar ajung repede la conflict din cauza simpatiilor și sprijinul acordat de principele Nicolae legionarilor. Cum regele era în război declarat cu legionarii, reacția sa nu a întârziat. Carol îl șterge, în 1937, pe principe din registrele Casei Regale Hohenzollern-Sigmaringen pe bază de trădare. 

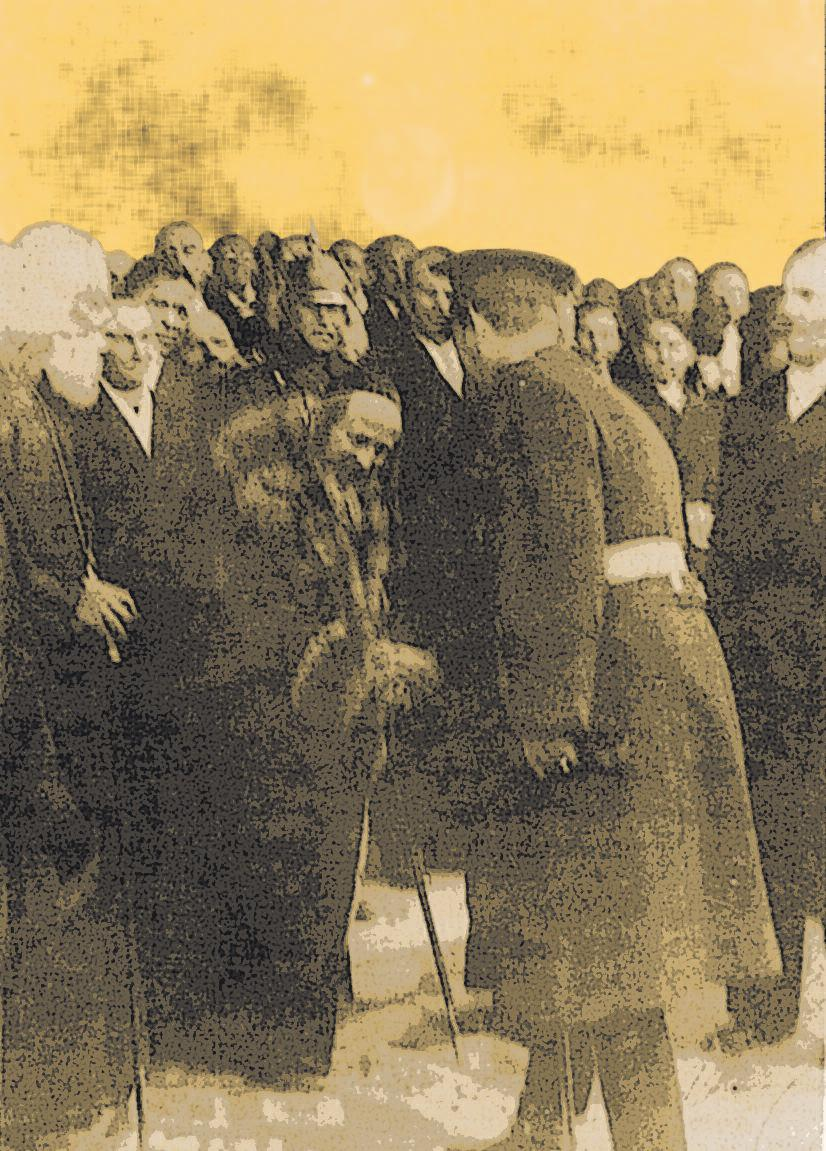
Regele Carol al II-lea dând mâna cu Joel Teitelbaum, rabinul șef al dinastiei hasidice Satmar

În România nu existau, practic, comuniști, dar la extrema-dreaptă lucrurile deveneau tot mai amenințătoare (susținuți de Berlin, legionarii câștigau teren). Carol a încercat, la un moment dat, să-i aducă sub controlul său, dar fără succes. Regele era considerat de legionari un dușman și un "jidovit", datorită toleranței sale față de evrei.
În timpul unei vizite de a lui Carol în Occident, în anul 1938, legionari s-au dedat unor noi acte de violențe. Regele i-a ordonat telefonic lui Armand Călinescu, prim-ministru în aceea perioadă, să fie uciși liderii legionari. Când a auzit ce i s-a cerut, acesta a spus: "Sire, mi-ați semnat actul de condamnare la moarte."  De la închisoarea din Râmnicu-Sărat au fost ridicați, în noaptea de 29 spre 30 noiembrie 1938, 14 deținuți în frunte cu Zelea Codreanu, împreună cu asasinii lui I.Gh. Duca și cei ai lui Mihai Stelescu, ucis în 1936 de o altă echipă a morții. Toți acești deținuți au fost uciși, prin strangulare, în Tincăbești, sub pretextul unei tentative de evadare. 
Armand Călinescu va fi asasinat și el la data de 21 septembrie 1939 în mijlocul Bucureștiului de către un grup condus de Horia Sima, refugiat la Berlin. Odată cu aceasta, generalul Gheorghe Argeșeanu a primit ordinul de a pedepsi pe cei responsabili. Astfel, liderii legionarilor din fiecare județ au fost arestați și executați, apoi expuși în piața publică împreună cu "echipa morții". Nu a existat niciun proces iar cadavrele au fost lăsate câteva zile întregi pentru a fi văzute de populația Bucureștiului. 
Europa, și împreună cu ea România, intra în zodia Satanei, cum avea s-o denumească regele Carol al II-lea. Temerile lui se legau, în special, de jocurile politice europene, care puneau în mare pericol țara. El rămânea loial Franței și Angliei și nu era deloc de acord cu ce se întâmpla în Germania. În jurnalul său va scrie: "Totul se joacă între Germania, Rusia și Societatea Națiunilor.
| Vizita regelui Carol al II-lea la Bălți (2 iunie 1935) |
| --- |
| În imagini regele Carol al II-lea, principele Mihai, premierul Tătărăscu, episcopul Visarion Puiu și alți demnitari, cu ocazia sfințirii catedralei Sfinții Constantin și Elena de la Bălți |

## Dictatura regală (1938-1940)
Succesul electoral al extremei drepte din decembrie 1937 îl îngrijorase pe rege. Era momentul să pună piciorul în prag și să treacă la ofensivă.

Profitând de slăbiciunea guvernului condus de Goga, (prim-ministru de la 28 decembrie 1937 până la 11 februarie 1938), Carol trece la o acțiune care a lichidat total regimul democratic. În noaptea de 10-11 februarie 1938, Carol a înlocuit guvernul Goga cu un guvern consultativ condus de Patriarhul Miron Cristea. Această măsură era o gravă încălcare a regimului democratic, pe care regele a motivat-o prin încercarea de a restabili ordinea publică. De fapt, a fost o lovitură de stat. Pe 20 februarie 1938 Carol a abolit Constituția de la 1923, înlocuind-o cu alta (Constituția de la 1938) care îi dădea mari puteri regelui iar din 30 martie 1938 a dat decretul de dizolvare a partidelor politice care a lichidat total regimul parlamentar. La scurt timp, la 15 decembrie 1938, a creat un partid al său, numit Frontul Renașterii Naționale (F.R.N). Cu toate acestea, partidele tradiționale au continuat să funcționeze, dar în afara regimului parlamentar. F.R.N nu a reușit să se impună în viața politică românească, neavând nici ideologie și nici un program clar de guvernare.

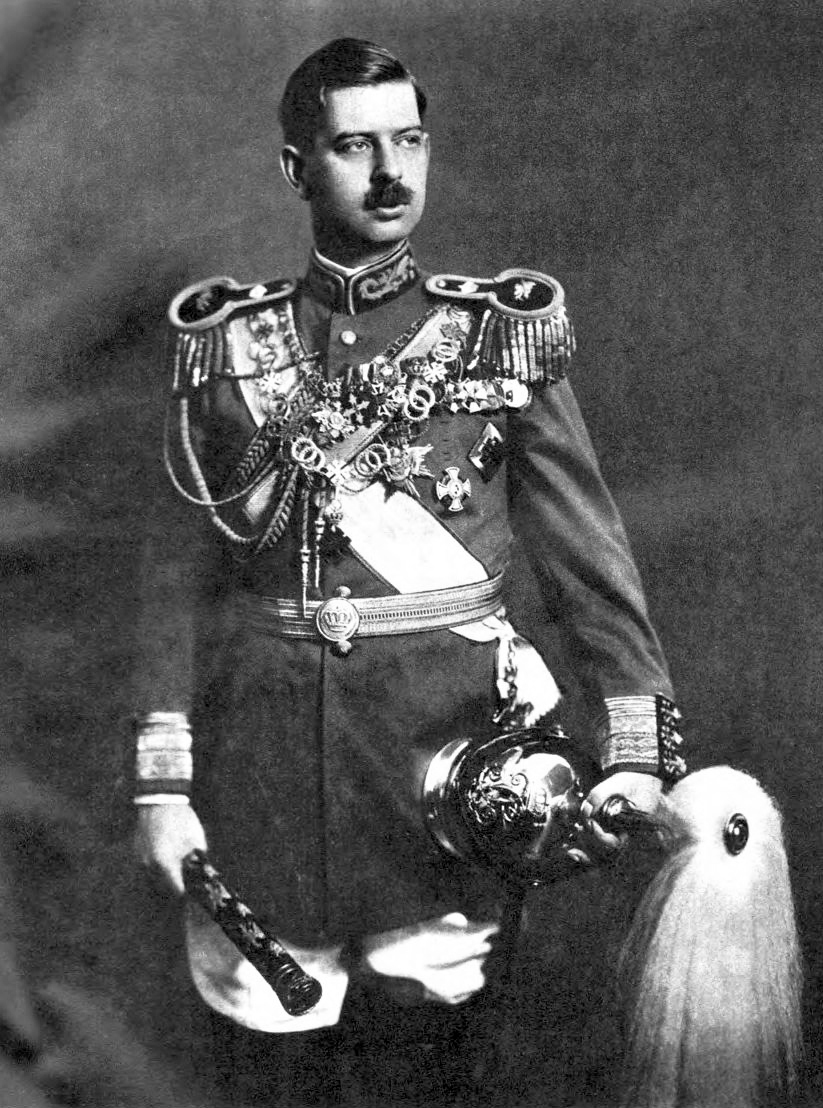
Regele Carol al II-lea în 1938

Fondatorii respectivului partid unic au fost: politicienii Armand Călinescu, Grigore Gafencu, Petre Andrei, Mihai Ralea, M. Ghelmegeanu (excluși din PNȚ), C. Angelescu, M. Cancicov, Mitiță Constantinescu, Victor Iamandi, Victor Slăvescu, D. Alimănișteanu, C.C. Giurescu (dintre liberali), Ștefan Ghițescu, N. Miclescu, Alex. Hodoș, Anibal Teodorescu, Ionescu-Sisești, Vasilescu-Karpen, D.V. Toni (iorghiști), I. Gr. Periețeanu, V. V. Tilea (vaidiști); Industriașii C. Garoflid, I. Gigurtu, I. Bujoiu; generalii N. Samsonovici, Gh. Rusescu, N. Rujinski, I. Sichitiu, Gh. Manu; oamenii de cultură C. Rădulescu-Motru, I. Petrovici, D. Gusti, Iuliu Hațieganu, V. Vâlcovici, Lucian Blaga; consilierii regali: Miron Cristea (patriarhul), mareșalul Prezan, generalul Văitoianu, G. G. Mironescu, N. Iorga, Gh. Tătărescu, C. Argetoianu, E. Balint. Nu au aderat: Iuliu Maniu, Virgil Madgearu, Mihai Popovici, Gr. Iunian, Lupu, Dinu Brătianu, Gh. Brătianu.”
Astfel, regele Carol, pentru a ieși din situația internă complicată și pentru a da o replică amenințărilor externe tot mai puternice, instaurează dictatura sa personală și ține să guverneze, nu doar să domnească. Dar acum regele este izolat politic. Acest lucru se va vedea în perioada următoare, care îl găsește slab pregătit în fața unor primejdii imense pentru el și pentru țară. În plus, la Est, Stalin pândește. Regele Carol încerca să salveze ce nu se poate, de fapt, salva. România este prinsă într-un angrenaj fatal.
Decide să facă o vizită oficială în Marea Britanie și Franța pentru a cere sprijin. La Londra, britanicii se arată rezervați. La Paris, același rezultat. Practic, regele nu a obținut nimic nici la Londra, nici la Paris. Până la urmă, își calcă pe inimă și merge în Germania, pe data de 24 noiembrie 1938, în Alpii bavarezi pentru a-l întâlni pe Hitler, chiar dacă îl detesta. Germania avea cu totul alte interese. Carol era îngrijorat de granițele României, amenințate de Bulgaria, Ungaria și URSS. În schimb, Hitler îi ține un discurs despre forța militară care este Germania și căreia nimănui nu i se poate opune. Carol înțelege amenințarea. Se întoarce la București fără să fi obținut nimic din tot acest turneu al țărilor europene.
La 14 martie 1939, Cehoslovacia cade victimă atacurilor germane, reprezentând o lovitură puternică chiar și pentru România. Cehoslovacia era una dintre aliatele României în Mica Înțelegere. Sistemul de alianțe de după Primul Război Mondial, practic, s-a prăbușit. Granițele țării nu mai erau sigure.
Spre sfârșitul lunii martie se semnează un acord comercial cu Germania și, astfel, din punct de vedere economic, România intră în zona de interese germane.
În 23 august 1939, Germania și URSS au încheiat așa numitul pact de neagresiune sovieto-german, Ribbentrop-Molotov, prin care cele două state își împart de comun acord între ele Europa de est. În acest context, URSS își manifestă interesul pentru Basarabia.
La 1 septembrie, Polonia este atacată de Germania. Al Doilea Război Mondial începuse.
La 6 septembrie România se declară neutră, deși guvernul este de acord să primească refugiați polonezi. Mai mulți politicieni cereau reorientarea politicii externe către Germania, care triumfa peste tot.
În 1940 Franța a fost învinsă, a fost un șoc pentru populația română. În acest context, România Mare este complet izolată și își așteaptă sfârșitul.
În urma presiunilor interne și externe, Carol transformă Frontul Renașterii Naționale în Partidul Națiunii, o variantă mult mai autoritară, fascistă, antisemită, pro-legionară și pro-nazistă a Frontului. 

### Pierderi teritoriale (1940)
La data de 26 iunie 1940, URSS a cerut României, printr-un ultimatum, să cedeze Basarabia și nordul Bucovinei în 48 de ore. Carol, la București convoacă urgent Consiliul de Coroană, poziția sa este că trebuie refuzat ultimatumul și opusă rezistență armată la graniță. Dar punctul său de vedere nu este susținut decât de 11 membri din cei 27 ai Consiliului. O a doua întâlnire în seara aceleiași zile dă un rezultat și mai prost. Numai șase se pronunță pentru respingerea ultimatumului sovietic. Restul sunt convinși că armata nu poate să reziste atacului, mai ales că existau semnale din Bulgaria și Ungaria că România va fi atacată. Dacă armata se mobilizează în est, ar expune țara unei catastrofe. De altfel, România ar fi putut rezista unei ofensive a Armatei Roșii maximum două săptămâni. Carol se înclină. 
Kremlinul dă doar patru zile pentru evacuarea teritoriilor cerute (este vorba despre o suprafață de 45.000 km² cu peste 3 milioane de locuitori în Basarabia și, în plus, 5.396 km²  și jumătate de milion de locuitori din nordul Bucovinei. Carol va nota în jurnal: "Mi-e rușine de mine însumi." Este o tragedie. Armata română se retrage fără a trage un foc de armă.
Bulgaria și Ungaria au formulat și ele cereri ultimative, susținute de Hitler. Germania și Italia au propus un arbitraj între România și Ungaria. Aici s-a semnat un act numit, apoi, de istorici Al Doilea Arbitraj (Dictatul) de la Viena din 30 august 1940, prin care România a fost nevoită să cedeze Ungariei nord-vestul și estul Transilvaniei cuprinzând un teritoriu de cca 43.492 km², cu o populație de peste 2,6 milioane de locuitori. La rândul ei, Bulgaria a cerut și a obținut, în urma tratativelor dictate de Hitler și finalizate prin Tratatul de la Craiova din 7 septembrie 1940,  Cadrilaterul (județele Caliacra și Durostor, situate în sudul Dobrogei). România a pierdut în vara acelui an peste 33% din teritoriu (o suprafață de  99.738 km²) și tot atât din populație (aproape 7 milioane de locuitori).
În urma acestor cedări, revolta și furia au cuprins întreaga țară iar popularitatea lui Carol s-a prăbușit, acesta fiind considerat vinovat pentru tot ce s-a întâmplat în acea vară tragică, devenind, astfel, țapul ispășitor al situației fără ieșire în care se afla România. Carol a rămas de unul singur în acest vârtej (Armata l-a părăsit, liderii politici s-au dezis de el, iar opinia publică s-a întors împotriva lui). Este rezultatul firesc al celor 10 ani de domnie, în care a dus, programat, o politică de subminare și decredibilizare a autorității partidelor și a celorlalte instituții democratice ale României Mari.

### Abdicarea regelui Carol al II-lea
Prezența mulțimii în Piața Palatului regal nu încetează. Se trag focuri de armă. Toate liniile de comunicare sunt ocupate de legionari.
Obligat de împrejurări, Carol îl cheamă pe generalul Ion Antonescu să formeze un guvern de uniune națională. Acesta avea relații proaste cu monarhul încă din 1934, când demisionase din poziția de șef al Statului Major al Armatei, în semn de protest față de regimul corupt al acestuia. Antonescu era dorit de armată, dar și de liderii partidelor istorice. Legionarii doreau plecarea lui Carol și liderii lor erau, deja, înțeleși cu generalul, acesta având reputația de om capabil și greu de corupt. Astfel, a acceptat, în 4 septembrie 1940, oferta de a forma guvernul, însă, cu condiția de a primi puteri depline. Regele, în următoarea zi, a semnat un decret prin care i-a dat generalului puteri excepționale. 
La 5 septembrie 1940, în urma eșecului de a forma un guvern, din cauza faptului ca partidele refuzau vehement altă soluție decât abdicarea, Antonescu îi cere regelui să abdice în 24 de ore. Carol se vede complet izolat, mulți din apropiați lui sunt, de asemenea, favorabili abdicării. La ora 6 dimineața, pe 6 septembrie 1940, semnează actul de trecere a coroanei către fiul său, Mihai. Nu este propriu-zis un act de abdicare, ci un act de delegare a puterii în favoarea fiului său, Mihai. Carol plănuiește gândul secret că odată se va reîntoarce pe tron.
Mulțimea de oameni, neîncrezătoare în anunțul abdicării, rămâne în Piața Palatului, în așteptare. Generalul îi cere lui Carol al II-lea să părăsească țara și îi oferă protecție. 
Carol, însoțit de Elena Lupescu, de Mareșalul Curții Ernest Urdăreanu și câțiva apropiați, părăsesc Bucureștiul. În gara din Timișoara un comando de legionari trage asupra trenului. Soldații care asigurau paza trenului ripostează cu foc. Carol și Elena vor trece granița pe pardoseala vagonului, ajungând cu bine, la 7 septembrie, în Iugoslavia. (Matthieu Boisdron, op. cit. p. 161).

## Exil

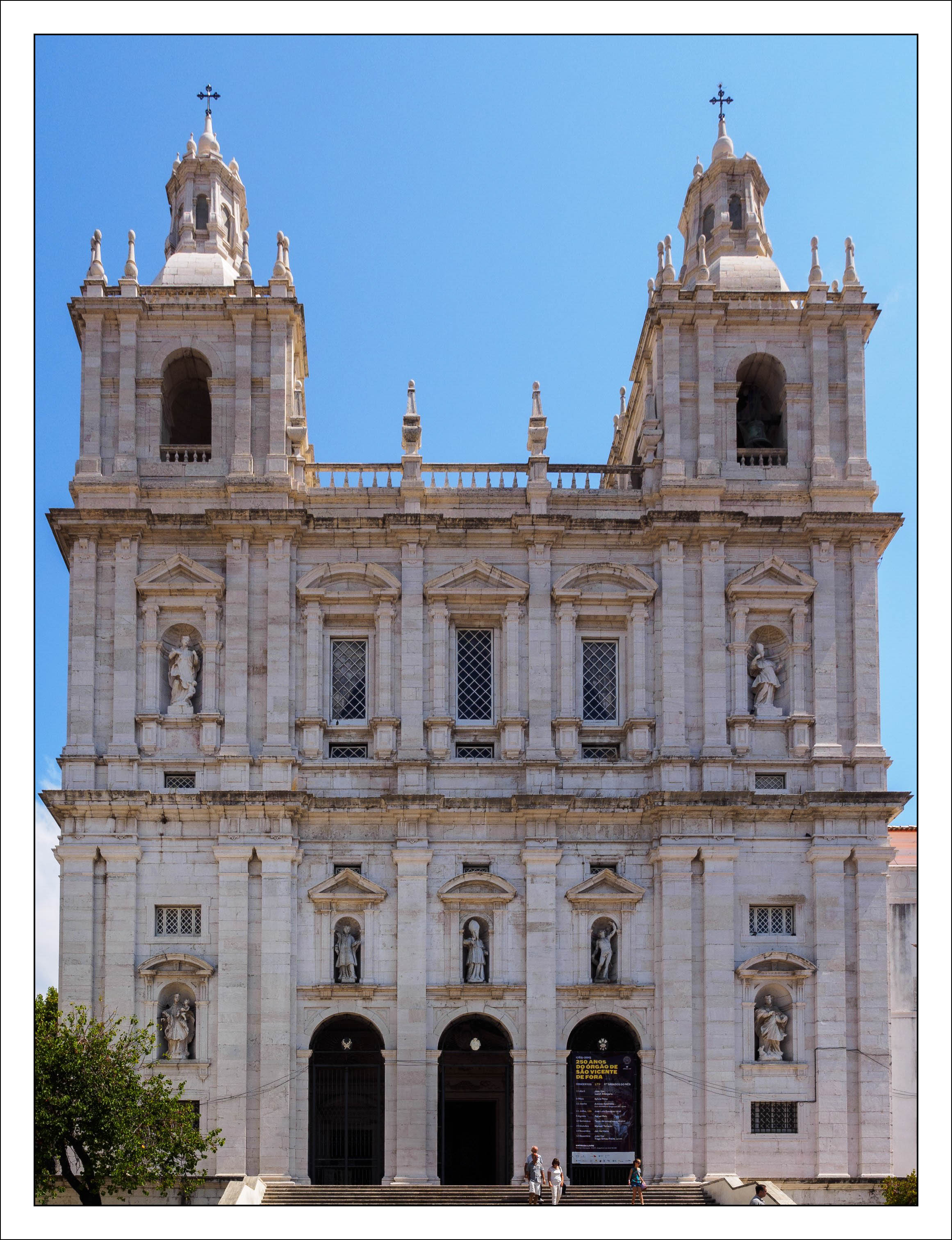
Mănăstirea São Vicente de Fora din Lisabona unde a fost depus sicriul lui Carol al II-lea între 1953-2003

Carol a rămas în exil, atât în timpul celui de-al Doilea Război Mondial, cât și în perioada postbelică. 
Călătoria lui de după 6 septembrie arată așa: Au o mică oprire în Iugoslavia, de acolo vagoanele lor sunt atașate la trenul Orient Express și trec în Italia, apoi Franța și se opresc câteva luni în Spania, după aceea Portugalia. În două luni pleacă spre Cuba, de unde dorea apoi să se stabilească în SUA, dar a fost refuzat de autoritățile americane și, astfel, ultima sa oprire este Mexic. 
Carol a făcut anumite încercări de a-și recupera tronul, dar nu a avut niciun sprijin politic intern sau extern. În 1944 se mută din Mexic în Brazilia. Carol și Elena Lupescu s-au căsătorit la Rio de Janeiro, pe 3 iulie 1947.  
Va încerca să revină în Europa, specific Franța, dar îi este refuzată viza și optează, în schimb, pentru Portugalia. Acolo își cumpără o casă numită Vila de Sol la Estoril. Își va petrece timpul participând la micile evenimente mondene locale, va călători și își va mări colecția de timbre. De acum este rar vizitat și cu timpul devine uitat. 

### Moartea
Moare la 4 aprilie 1953, în urma unui atac de cord. La 15 octombrie ar fi împlinit 60 de ani. O lună mai devreme, la Paris, se stinsese din viață prima lui soție, Zizi Lambrino. Funeraliile au avut loc pe 7 aprilie, unde au participat mai multe foste capete încoronate ale Europei, prinți și mai mulți oameni importanți din toată Europa și America, chiar dacă Guvernul României, condus la vremea aceea de Gheorghe Gheorghiu Dej, nu a trimis niciun reprezentant. Regele Mihai nu a participat la funeralii, doar unchiul său, Principele Nicolae, din familia regală. Carol a fost depus lângă Panteonul regilor Portugaliei din mănăstirea São Vicente din Lisabona. Mai târziu, lângă el, a fost depus și sicriul Elenei Lupescu.

## Posteritate
La 13 februarie 2003 rămășițele sale au fost aduse în România, fiind depuse la Mănăstirea Curtea de Argeș (într-o criptă special amenajată în paraclisul mănăstirii), în afara bisericii în care se odihnesc ceilalți regi ai României. Fiul său Mihai nu a participat la ceremonie, fiind reprezentat de principesa moștenitoare Margareta și soțul acesteia, iar la ceremonie a participat și Paul Lambrino, fiul lui Mircea Lambrino. Rămășițele Elenei Lupescu au fost separate de cele ale lui Carol, fiind îngropate în cimitirul unei bisericuțe de lemn.
Osemintele regelui Carol al II-lea, au fost scoase vineri, 8 martie 2019, din cripta aflată în paraclisul din curtea Mănăstirii Curtea de Argeș, au fost depuse sâmbătă, 9 martie 2019, într-o criptă amenajată în Necropola Noii Catedrale Arhiepiscopale și Regale de la Curtea de Argeș, acolo unde se odihnesc Regele Mihai și Regina Ana.

## Decorații
- Ordinul „Mihai Viteazul”, clasa III (1917). Înalt Decret no. 1148 din 6 octombrie 1917. Decretul de decorare nu conține nicio motivație.[39]:p. 101

## Arbore genealogic

### Titluri
- 15 octombrie 1893 - 10 octombrie 1914: „Alteța Sa Regală” Principele Carol al României, Principe de Hohenzollern
- 10 octombrie 1914 - 4 ianuarie 1926: „Alteța Sa Regală” Carol, Principele moștenitor al României
- 4 ianuarie 1926 - 8 iunie 1930: „Domnul” Carol Caraiman
- 8 iunie 1930 - 6 septembrie 1940: „Maiestatea Sa” Regele Carol al II-lea al României
- 6 septembrie 1940 - 4 aprilie 1953: „Alteța Sa Regală” Principele Carol de Hohenzollern

## În cultura populară
- Gheorghe Șimonca a interpretat rolul lui Carol al II-lea în două filme- Actorul și sălbaticii (r. Manole Marcus, 1975) și Drumeț în calea lupilor (r. Constantin Vaeni, 1990).[40]

### Imagini
- MEMORIA CARTII POSTALE/ Vodă Playboy, 17 noiembrie 2009, Calin Hentea, Ziarul de Duminică

| Carol al II-lea al României Casa de Hohenzollern-SigmaringenRamură a Casei de HohenzollernNaștere: 15 octombrie 1893 Deces: 4 aprilie 1953 |                              |                             |
| Titluri regale |                              |                             |
| Predecesor: Mihai al României | rege al României 1930 - 1940 | Succesor: Mihai al României |

| Portal icon | Portal România în Primul Război Mondial |

| Portal icon | Portal Istorie |